# Julia Holter
Julia Shammas Holter est une auteure-compositrice-interprète et productrice américaine née le 18 décembre 1984, à Milwaukee dans l'État du Wisconsin.

## Biographie
À six ans, Julia Holter s'installe à Los Angeles avec sa famille où elle fréquente l'académie de musique Alexander Hamilton High School. Elle commence à chanter au lycée, mais n’appréciant pas sa voix, elle se replie rapidement sur la composition. Elle étudie la musique à l'université du Michigan pendant quatre années et sort diplômée en composition musicale en 2006.
Après avoir vu le guitariste et compositeur Michael Pisaro réaliser une composition avant-gardiste dans le Michigan, Julia Holter intègre le California Institute of the Arts de Los Angeles, où elle obtient un second diplôme en composition en 2009.
Elle est la fille de l'académicienne et historienne Carole Shammas. Son père a également étudié la musique électronique au California Institute of the Arts, avant de se produire comme guitariste du musicien Pete Seeger.

## Carrière professionnelle
Multi-instrumentiste, Julia Holter s'illustre au clavier, au clavecin, à l'orgue et à la batterie. En 2007, elle donne naissance à ses premières compositions à travers un EP intitulé Eating the Stars puis se produit au L.A. Road Concert accompagnée de l'Open Youth Academy Orchestra de Washington Boulevard en 2009.
En 2010, la musicienne commence à jouer avec le groupe de l'icône folk Linda Perhacs et publie un CD-R intitulé Celebration ainsi qu'une collection d'enregistrements sur scène. Elle accompagne le collectif Dublab et apparaît sur l'un des volumes de la série de compilations In the Loop.
Inspiré de la pièce Hippolytus de l'auteur grec Euripide, son premier album studio Tragedy est édité en août 2011 sur Leaving Records.
En mars 2012, Julia Holter publie Ekstasis du grec "en dehors de soi-même" sur le label RVNG. Ce second album s’appuie sur des comparaisons avec des œuvres d'artistes tels que Laurie Anderson, Julianna Barwick, Kate Bush, Joanna Newsom, Grouper ou Stereolab. La vidéo du titre Moni Mon Amie est dirigée par l’artiste israélo-biélorusse Yelena Zhelezov.
Julia Holter publie Loud City Song en août 2013 chez Domino Records. Contrairement à ses deux premiers albums enregistrés la plupart du temps seule dans sa chambre à coucher, la musicienne s'entoure d'un ensemble de musiciens. Le projet est inspiré de Gigi, une nouvelle écrite par la romancière française Colette en 1944.

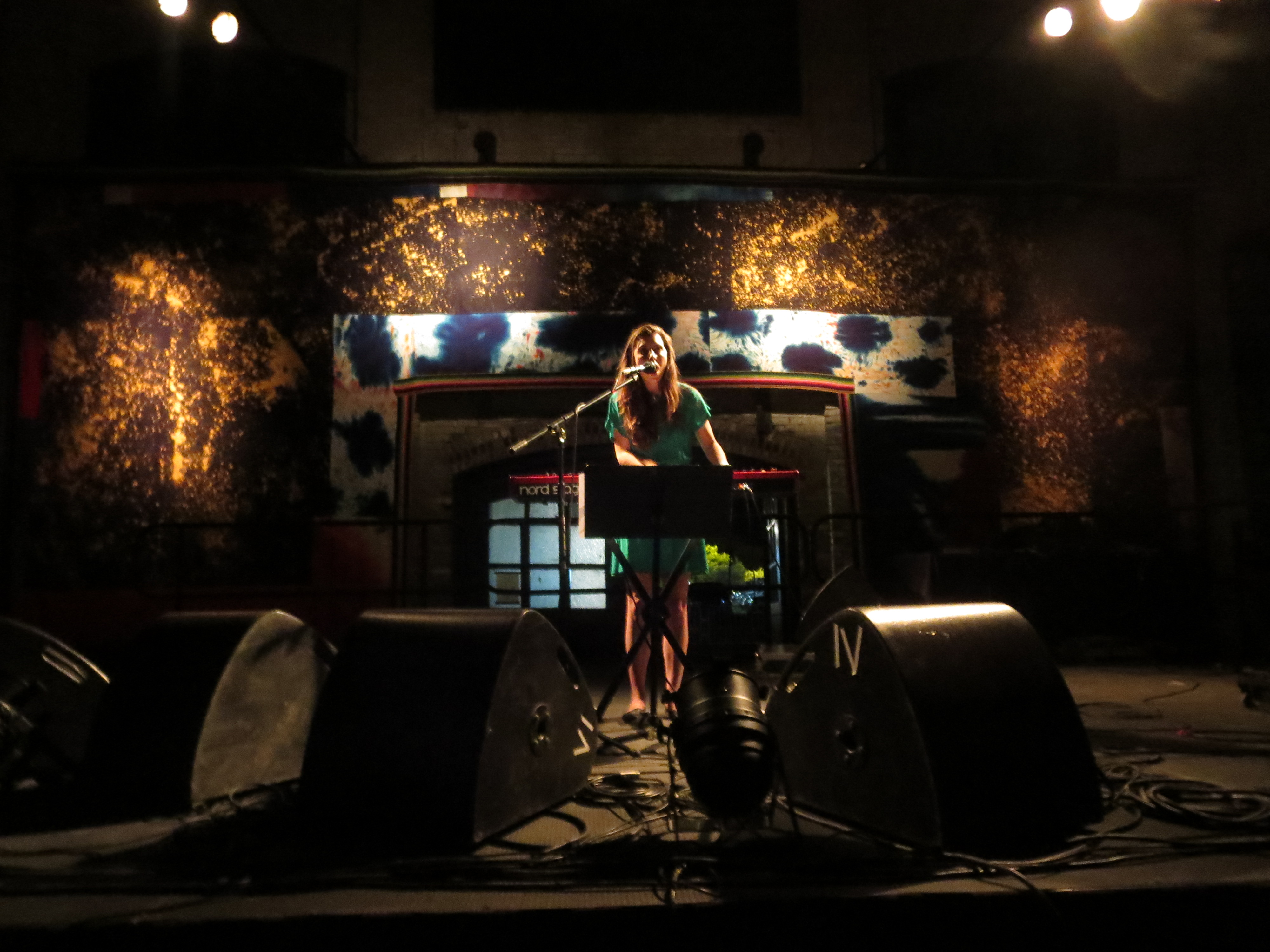
Julia Holter sur la scène du festival Basilica Soundscape à Hudson, en septembre 2014.

En 2015, l'artiste édite l'album  Have You in My Wilderness chez Domino Records,. La même année, elle rejoint pour un premier EP, le groupe Terepa aux côtés de Laurel Halo, Lucrecia Dalt et Rashad Becker. En novembre, Julia déclare sur pangbianr.com que ses premières influences sont Joni Mitchell, The Beatles, Billie Holiday, Tori Amos, Kate Bush et The Smiths.
En novembre 2016, Julia Holter présente son propre programme musical lors de l'édition du dixième anniversaire de Le Guess Who ? festival de musique à Utrecht aux Pays-Bas. Le projet comprend notamment des représentations de Laurel Halo, Josephine Foster, Maya Dunietz et Jessica Moss.
Le premier album live studio de l'artiste In the Same Room, capté au RAK sort en mars 2017.

## Contributions
En 2012, la multi-instrumentiste retrouve le collectif Dublab sur la compilation Light from Los Angeles réalisée pour le documentaire éponyme sous la direction d'Alex Pelly et Mark "Frosty" McNeill.
Elle collabore au 5e album du groupe américain Ducktails, St. Catherine, avec les musiciens Chris Votek et Andrew Tholl édité chez Domino Records en 2015. En 2016, elle accompagne le musicien français Jean-Michel Jarre sur Electronica - Vol. 2 : The Heart Of Noise. La même année, la musicienne participe à la bande originale du film Bleed for This du réalisateur, scénariste et producteur américain Ben Younger.
Julia Holter a également collaboré avec Ramona Gonzalez, Linda Perhacs et Nite Jewel.

## Discographie

### Albums solo
- 2007 : Eating the Stars, EP
- 2008 : Cookbook-R
- 2011 : Tragedy, Leaving
- 2012 : Ekstasis, RVNG

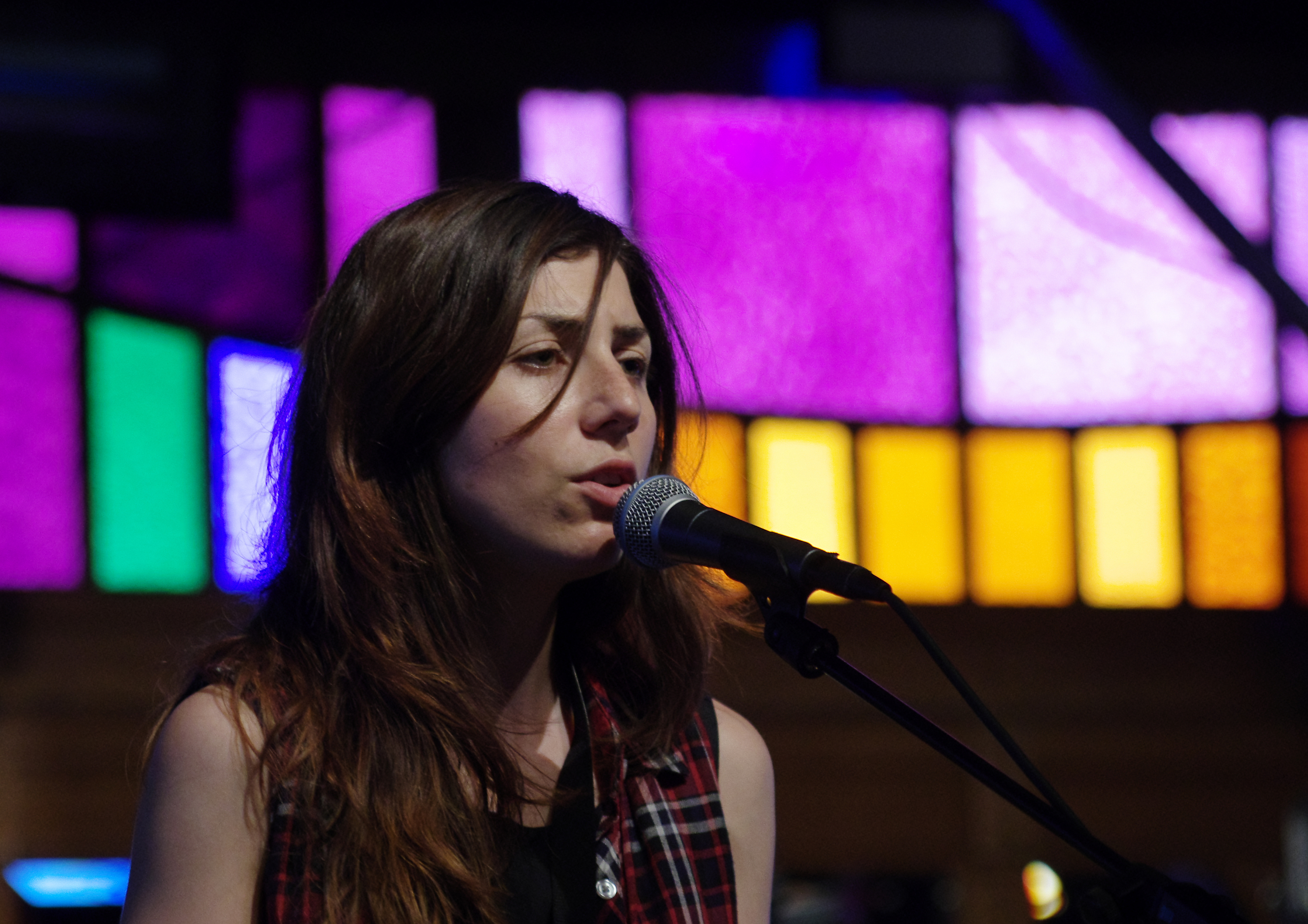
Julia Holter et ses musiciens à Rees-Haldern en Allemagne pour le festival Haldern Pop 2013.

- 2013 : Loud City Song, Domino Records
- 2014 : Maria, EP
- 2015 : Have You in My Wilderness, Domino Records
- 2017 : In the Same Room (Live at RAK), Domino Records
- 2018 : Aviary, Domino Records
- 2024 : Something in the Room She Moves, Domino Records

### Contributions
- 2012 : Light From Los Angeles, Dublab,
- 2015 : St.Catherine, Ducktails, Domino Records
- 2016 : Electronica - Vol. 2 : The Heart Of Noise, Jean-Michel Jarre, Columbia Records
- 2016 : Bleed for This, bande originale du film de Ben Younger